# Öja (isla)
Öja es una isla en el golfo de Botnia parte del municipio de Kokkola (Karleby), en el país europeo de Finlandia. Tiene una superficie de 90 kilómetros cuadrados (35 millas cuadradas). Oja es también el nombre de un asentamiento en la isla con una población de 800 personas.
Oja era un municipio independiente hasta 1969, cuando se integró al de Kaarlela. Kaarlela se unió a Kokkola en 1977.